# Catharinea squamosa
Catharinea squamosa là một loài rêu trong họ Polytrichaceae. Loài này được (Hook. f. & Wilson) Müll. Hal. mô tả khoa học đầu tiên năm 1848.